# 6211-es mellékút (Magyarország)
A 6211-es számú mellékút egy bő tíz kilométer hosszú, négy számjegyű országos közút Fejér vármegye déli részén. Mezőfalva összeköttetését biztosítja a 61-es főúttal, de szerepe van Sárbogárd és Dunaföldvár összekapcsolásában is.

## Nyomvonala
A 61-es főútból ágazik ki, annak 7,600-as kilométerszelvénye közelében, Előszállás belterületén. Északi irányban ágazik ki, de szinte egyből északnyugat felé fordul és a Nagykarácsonyi utca nevet veszi fel. Nagyjából egy kilométer után hagyja el a település lakott területét, de még mintegy 2,5 kilométeren át a község területén húzódik, csak 3,5 kilométer megtétele után lépi át Nagykarácsony határát. A 4+650-es kilométerszelvénye táján keresztezi a Mezőfalva–Rétszilas-vasútvonalat, Nagykarácsony felső megállóhely északi szélénél, majd 4,9 kilométer előtt keresztez egy vízfolyást, ott nyugati irányt vesz és belép a település belterületére.
Első nagykarácsonyi szakaszán Táncsics Mihály utca a települési neve, majd a központban két egymást követő iránytörés után a Sóhordó utca nevet veszi fel és ismét északnyugat felé fordul. 6,6 kilométer után hagyja el a község házait, 7,3 után pedig eléri Mezőfalva határát. Innentől végig ezt a határvonalat kíséri, amíg véget nem ér, a 6219-es útba beletorkollva, annak 15,100-as kilométerszelvénye közelében. A kereszteződés után számozatlan mezőgazdasági útként folytatódik Nagylókig.
Teljes hossza, az országos közutak térképes nyilvántartását szolgáló kira.gov.hu adatbázisa szerint 10,934 kilométer.

## Története
Fejér megye 2004-ben kiadott térképén az út még öt számjegyű számozással, 62 122-es számjelzéssel szerepel.